# Hama (rainha)
Hama (cuneiforme neoassírio:  Ḫamâ) foi uma rainha do Império Neoassírio como a principal consorte de Salmanaser IV (r. 783–773 a.C.). Os registros históricos não revelam quase nada sobre Hama, e a grande maioria das informações conhecidas sobre a rainha vem de estudos sobre seus restos mortais e o conteúdo do caixão de bronze em que ela foi enterrada, descoberto por pesquisadores modernos em 1988, mas não identificado com segurança como Hama até 2017. O esqueleto de Hama indica que ela morreu jovem, em algum momento entre os 18 e 20 anos, e que sofria de alguns problemas de saúde leves, incluindo gengivite, placa dental e sinusite crônica.
Após sua morte, Hama foi enterrada entre os túmulos de outras rainhas assírias em Ninrude, a capital assíria. Seu caixão foi descoberto na entrada de uma tumba maior; este provavelmente não era o local de descanso final pretendido, mas possivelmente uma solução temporária, pois ela morreu jovem e uma tumba adequada pode não estar disponível ainda. Hama foi enterrada ao lado de alguns dos tesouros mais espetaculares dos túmulos reais, incluindo um grande número de itens de ouro. Desses itens de ouro, os tesouros que receberam mais atenção dos historiadores modernos são seu selo (em forma de colar) e sua coroa de ouro.

## Vida

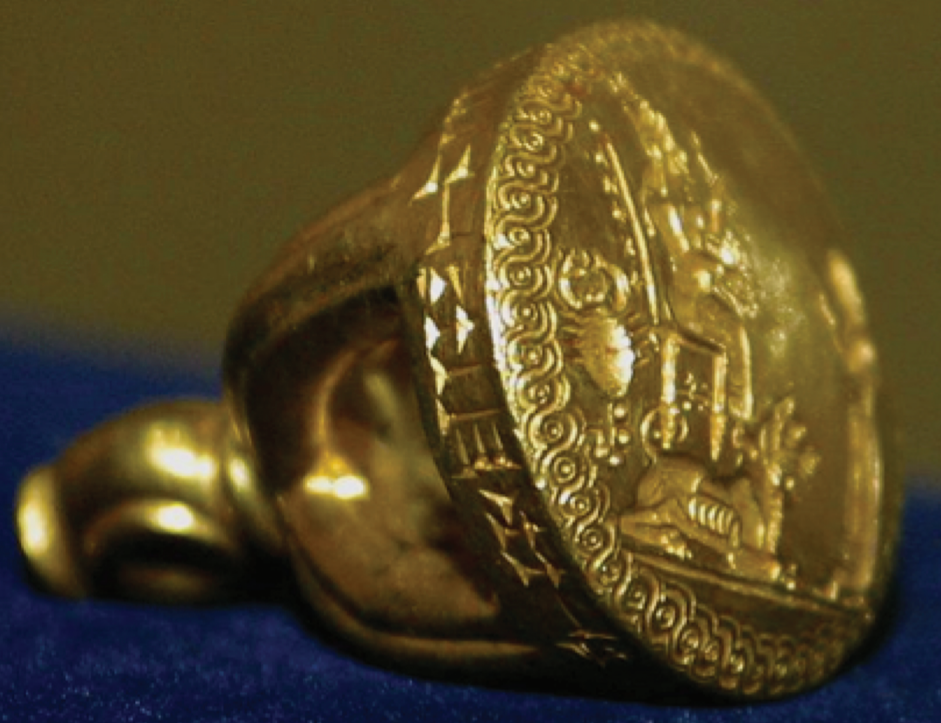
Vista lateral do selo de Hama

O nome Hama, Ḫamâ em acádio, não é conhecido por ter sido carregado por qualquer outro indivíduo assírio como um nome pessoal. É possível que fosse um apelido, pois etimologicamente pode derivar do acádio ḫamû ("tornar-se confiante") ou do semítico ʿm(m) ("parente"). Hama não é identificada pelo nome em nenhuma outra fonte além de seu túmulo.
As características dos ossos de Hama indicam que ela passou por um período de trauma grave ou doença em algum momento entre as idades de três e seis anos. Essas características são linhas de interrupção do crescimento na tíbia direita, indicando uma interrupção temporária no crescimento das células ósseas, bem como hipoplasia do esmalte em vários de seus dentes, indicando que ela experimentou estresse durante a infância. O que causou o estresse e a perturbação é impossível de determinar, mas as possíveis explicações incluem deficiências hormonais ou nutricionais, doenças infecciosas ou tumores. Seja qual for a causa, Hama conseguiu superá-la e viver uma vida relativamente normal.

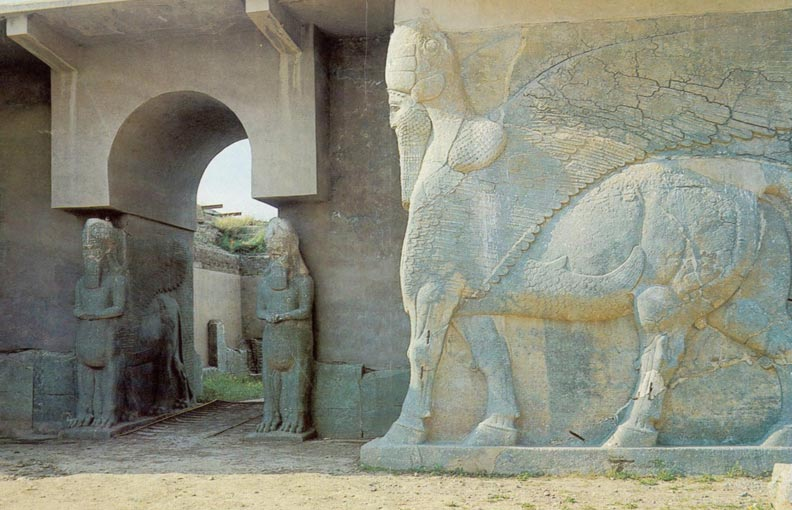
Ruínas de uma das entradas do Palácio Noroeste em Ninrude, destruída pelo Estado Islâmico em 2015

Hama casou-se com Salmanaser IV (r. 783–773 a.C.) antes de se tornar rei, dado que uma inscrição do reinado do pai de Salmaneser, Adadenirari III (r. 811–783 a.C.), menciona a nora de Adadenirari. Salmaneser governou a Assíria durante um período obscuro do qual poucas informações sobrevivem. Neste momento, acredita-se que o Império Neoassírio tenha passado por um período de declínio, à medida que os funcionários se tornaram mais poderosos em relação ao rei e os inimigos da Assíria ficaram mais poderosos. As informações históricas sobre Hama e sua vida são extremamente escassas, não apenas devido ao baixo número de fontes do período, mas também porque os textos assírios normalmente se referem às rainhas não pelo nome, mas pelo título (tornando difícil determinar qual rainha é mencionada em qualquer determinado texto). Apenas um único texto que faz referência a ela foi datado com segurança: um documento legal de 779 a.C., onde as testemunhas listadas incluem o servo da rainha, o superintendente da casa da rainha e o artesão de couro da rainha. Outro texto, que menciona o gerente da aldeia e pastor da rainha, pode datar do tempo de Hama como rainha, mas o ano está danificado e não está claro se é de 793 a.C. ou 773 a.C.
Hama era bastante baixa: aproximadamente 157,5 centímetros (5 pés e 2 polegadas) de altura. Ela sofria de alguns pequenos problemas de saúde ao longo de sua vida, incluindo pequenos problemas dentários e nasais. Estes incluíram gengivite (inflamação das gengivas), placa dental (biofilme nos dentes) e sinusite crônica (inflamação nos seios da face). Nenhuma dessas doenças era particularmente grave e eram bastante comuns na Mesopotâmia.
Durante seu tempo como rainha, Hama viveu no Palácio do Noroeste em Ninrude. Ninrude havia se tornado a capital da Assíria no reinado de Assurnasirpal II (r. 883–859 a.C.), que também foi responsável pela construção do Palácio Noroeste. Este grande palácio foi colocado em um grande monte e com vista para toda a cidade. Hama deve ter morrido durante o reinado de seu marido ou logo depois. Ela era muito jovem no momento de sua morte, apenas algo entre 18 e 20 anos, o que torna mais provável que ela tenha morrido durante o reinado de seu marido (para explicar quantos anos ela teria na época do casamento). Seus ossos não dão nenhuma ideia sobre a causa de sua morte.

## Legado

### Enterro

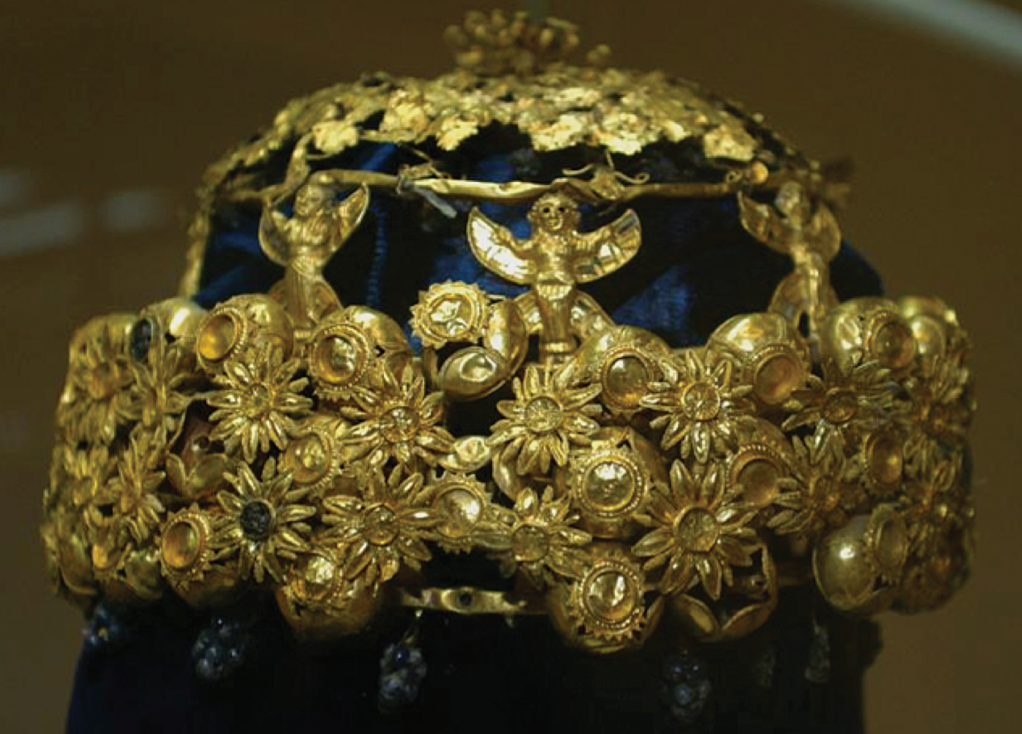
A coroa de ouro de Hama, encontrada colocada em sua cabeça

Hama foi enterrada no Palácio Noroeste. Ela foi enterrada ao lado de um conjunto de outros túmulos de rainhas, em uma câmara abobadada sob o piso dos bairros residenciais do palácio. Este conjunto de túmulos, construído propositadamente antes da morte das rainhas, começou a construção sob Assurnasirpal II e seu filho Salmaneser III (r. 859–824 a.C.), e permaneceu em uso até o reinado de Sargão II (r. 722–705 a.C.), cuja rainha Atalia foi enterrada lá. Enterrar as rainhas em uma câmara selada sob o piso do palácio, em vez de junto com seus maridos em Assur (a capital cerimonial e religiosa do império), não foi por falta de respeito. Era comum na antiga Mesopotâmia enterrar ancestrais sob o chão de sua casa. Enterrá-los dentro do próprio palácio também refletia seu título (mulher do palácio) e seu papel como chefes da vida doméstica do palácio real.
Hama foi enterrada em um caixão de bronze, que mais tarde foi encontrado colocado contra a parede leste da antecâmara (entrada) para a câmara que abriga o sarcófago de Mullissu-mukannishat-Ninua, a rainha de Assurnasirpal II. É impossível determinar se o caixão foi originalmente colocado lá ou foi movido para lá mais tarde, mas em qualquer caso, provavelmente não era o local de descanso final pretendido, uma vez que o caixão obstruiu parcialmente a entrada para o túmulo de Mullissu-mukannishat-Ninua. A pouca idade de Hama no momento da morte sugere morrer repentinamente, o que pode explicar ela sendo enterrada em um caixão de bronze e não em um sarcófago de pedra (como algumas das outras rainhas) e possivelmente a localização estranha do caixão (como um local destinado a ser temporário até que um novo túmulo possa ser construído, todos os túmulos abobadados existentes na câmara sendo ocupados).
Hama foi enterrada ao lado de alguns dos tesouros mais espetaculares conhecidos dos túmulos reais, indicando grande relevância e importância. Estes incluíam, mais notoriamente, uma coroa de ouro composta de folhas, gênios alados femininos, uvas e flores. Ao lado da coroa também há uma grande quantidade de joias e pedras preciosas e vários outros objetos de ouro, como taças, folhas, broches, anéis, tornozeleiras, pulseiras, tigelas e potes. Um pingente de ouro foi colocado no pescoço de Hama, feito como um selo, com um texto cuneiforme que dizia "Pertencente a Hama, rainha de Salmanaser, rei da Assíria, nora de Adadenirari." Retratada no selo é Hama, de pé em reverência na frente de uma deusa, provavelmente Mulissu ou Gula. A coroa, anéis, pulseiras e outros tesouros foram usados por Hama em seu enterro e ela provavelmente foi enterrada de lado com os joelhos dobrados. Seu enterro pode ter sido apressado devido à sua morte ser inesperada e mal preparada. Isso é indicado pela presença de uma variedade incomum de itens funerários, incluindo selos e uma taça de ouro representando cenas de um rei em batalha, sugerindo que os funcionários do palácio se esforçaram para reunir tudo o que pudessem obter.
Em algum momento, outro caixão de bronze foi por algum motivo colocado em cima do caixão de Hama. Os ossos recuperados do caixão de Hama também incluem os restos mortais de uma criança, de 6 a 12 anos, mas como esses ossos são compostos apenas por fragmentos e uma única costela, é improvável que tenham sido depositados na mesma época do enterro de Hama. É possível que os ossos tenham sido adicionados erroneamente por pesquisadores modernos: os ossos atribuídos ao caixão de Hama também incluem ossos diversos de homens e mulheres adultos (diferentes indivíduos) que combinam com os ossos que faltam no esqueleto de Hama, talvez adicionados erroneamente porque os pesquisadores pensaram que eram dela. Não é impossível que os ossos de uma criança tenham sido erroneamente adicionados da mesma maneira.

### Estudos modernos
A tumba de Hama, e as das outras rainhas, foram descobertas durante escavações no Palácio Noroeste de Assurnasirpal II em Ninrude no final da década de 1980, pelo Departamento de Antiguidades do Iraque. Ao escavar partes dos bairros residenciais do Palácio Noroeste em 1988, notou-se um desnível do piso e logo a câmara de túmulos abaixo foi descoberta. Os túmulos foram escavados e examinados 1988-1990. Embora os túmulos tenham sido imediatamente reconhecidos como extraordinários por causa dos grandes tesouros contidos neles, sua descoberta logo foi ofuscada pelo início da Guerra do Golfo (1991), o que significou que o estudo científico dos túmulos a partir de então foi um processo lento. Das mais de duas dúzias de indivíduos encontrados nos túmulos, muitos permanecem não identificados, dado que as inscrições não fornecem identificações para todos os corpos e túmulos. Os indivíduos estavam espalhados por quatro câmaras diferentes, enterrados em três caixões de bronze, dois caixões de barro e três sarcófagos de pedra (vários abrigavam mais de um corpo). Ao escavar os túmulos em 1988-1990, os arqueólogos colocaram todos os ossos em sacos plásticos, cada um rotulado após caixão ou sarcófago, e esses sacos foram armazenados no Museu de Mosul por uma década, preservados em revestimento de resina para reduzir o risco dos frágeis continua a deteriorar-se. Como ela foi enterrada em um caixão de bronze, os ossos de Hama tinham uma coloração verde devido à exposição a íons de cobre durante a decomposição. Por causa da falta de fontes textuais que discutem as rainhas, a sequência de consortes assírias é pouco conhecida pelos historiadores. Hama é, portanto, uma das poucas rainhas pelas quais um nome é conhecido.
Embora o caixão de bronze que abriga os restos mortais de Hama (designado Caixão de Bronze 2) tenha sido descoberto ao lado do resto dos túmulos na década de 1980, e o pingente com seu nome tenha sido encontrado e traduzido, Hama não foi identificada com segurança como a rainha enterrada no caixão até um estudo arqueológico, esquelético e textual de 2017 pela historiadora Tracy L. Spurrier, baseado principalmente em referências cruzadas de relatórios anteriores sobre o conteúdo do caixão. A importância do pingente não foi notada a sério até o estudo de Spurrier, pois foi erroneamente presumido que os ossos do Caixão 2 eram uma mistura de ossos de diferentes indivíduos (como em muitos dos outros caixões). Em 2015, a historiadora Yasmina Wicks chegou a falar contra a identificação do ocupante do Caixão 2 como Hama: ela não acreditava que o pingente fosse uma evidência forte o suficiente, pois não precisava necessariamente ser enterrado com a pessoa cujo nome trazia. Spurrier reforçou sua identificação do corpo como pertencente a Hama através da presença de uma coroa real e dos vários outros tesouros (indicando status real), bem como sua colocação dentro do túmulo de outra rainha. Além disso, Spurrier observou que um pingente de selo era um item muito pessoal. O caixão 2 também contém outro objeto inscrito, um selo do eunuco Ninurta-idīya-šukšid, um servo de Adadenirari III, mas os ossos podem ser descartados como pertencentes a ele, pois eram de uma jovem. Talvez o selo do eunuco tenha sido um presente funerário. A ideia de que os ossos femininos do Caixão 2 poderiam ter sido reenterrados e originalmente enterrados em outro lugar foi descartada por Spurrier, uma vez que a coloração verde nos ossos indica que o corpo estava no caixão de bronze durante todo o processo de decomposição e o tesouros usados (a coroa, colar, pulseiras, etc.) estavam em locais que correspondem a onde eles teriam sido usados. Outros assiriologistas, incluindo McGuire Gibson, David Kertai, Eckart Frahm e Frances Pinnock acharam a identificação dos ossos por Spurrier convincente. Em conjunto com seu estudo, Spurrier montou uma pequena exposição na Biblioteca Robarts da Universidade de Toronto, chamada "Encontrando Hama: sobre a identificação de uma rainha esquecida enterrada nas tumbas de Ninrude". A exposição lhe rendeu o Prêmio de Exposição de Estudantes de Pós-Graduação da universidade, que reconhece o uso eficaz dos recursos da biblioteca.
Partes do Palácio Noroeste, incluindo o caixão de bronze de Hama, foram destruídas por combatentes do Estado Islâmico em 2015 usando bombas de barril. O Museu de Mosul também foi atacado, que deixou incerto o status dos restos mortais e pertences funerários de Hama. De acordo com Spurrier, os ossos foram relatados pela última vez em uma bolsa no Museu do Iraque na década de 1990, e o ouro e a coroa foram fotografados lá pelo exército americano em 2003, mas em 2019 ela não conseguiu para obter a confirmação de que os itens ainda estavam na posse do museu.